# Zdeňka Bauerová
Zdeňka Bauerová (17. listopadu 1930 Bechyně – 23. července 2023 Praha) byla česká profesorka oděvního designu; vzděláním akademická malířka a profesí módní návrhářka. Vedla ateliér oděvní tvorby na Vysoké škole uměleckoprůmyslové a vychovala řadu módních návrhářů, kteří se prosadili doma i v zahraničí.
Byla nazývána první dámou české módy, profesorkou elegance.

## Život
Zdeňka Bauerová se narodila 17. listopadu 1930 v jihočeské Bechyni (v okrese Tábor), do vzdělané úřednické rodiny. Maminka Zdeňka (roz. Kuncová) pracovala jako úřednice, tatínek Jan byl ředitelem berního úřadu v Milevsku (kam se rodina přestěhovala).
Matka, sama absolventka rodinné i obchodní školy, podporovala tvůrčí zájmy své dcery, i její kladný vztah k odívání. Výtvarné nadání Zdeňky rozvíjel i její učitel kreslení (byl vnímavý k talentovaným dětem). Nejprve navštěvovala rodinnou školu v Táboře (na Maredově vrchu), tzv. Odbornou školu pro ženská povolání, kde získala i výuční list jako švadlena. Poté za studiem přesídlila do Brna, kde v letech 1949–1953 studovala na Škole uměleckých řemesel (ŠUŘ); z toho dva roky u ak. mal. Karla Jílka (1896–1983) obor oděv, pak dva roky u ak. arch. Josefa A. Šálka (1911–1990) scénický kostým.
Po maturitě zvažovala možnost studia malby, ale nakonec se rozhodla pokračovat ve vzdělávání na pražské VŠUP. Byla přijata do ateliéru oděvního výtvarnictví, k docentce Hedvice Vlkové. Šestileté studium (1953–1959) zakončila absolventskou zkouškou (kolekcí zaměřenou na individuální tvorbu), s titulem akademický malíř.

### Rodina
Přesto, že Bauerová svou profesi miluje (sama říká: má profese je moje láska), tak neméně důležitou roli v jejím životě hraje rodina. V roce 1959 se provdala za lékaře, internistu, MUDr. Jiřího Strejčka (1930–1997); má dvě děti, syna Michala (1959) a dceru Zuzanu (1963), pět vnoučat. Je také vynikající kuchařkou a zdatnou pekařkou (je ráda, když rodině chutná), je šikovná zahradnice, víkendová babička. S manželem se navzájem doplňovali, i díky širokým znalostem z oboru toho druhého. Žije v Praze.
Manžel Bauerové, doc. MUDr. Jiří Strejček, CSc., se zasloužil o vznik české klinické imunologie na I.interní klinice Fakulty všeobecného lékařství v Praze-Vinohradech, v letech 1978 – 1990 byl jejím přednostou; mnoho let pracoval jako vedoucí redaktor časopisu Praktický lékař a také přeložil do češtiny několik zahraničních monografií.
Slovo móda je odvozeno od modus, tedy způsob – což znamená nejen módu, ale i celkovou životní formu. Životní forma Bauerové je, stejně jako její oděvy, skvělá; fyzickou a duševní svěžest si udržuje neustálou aktivitou. Dodnes si každý večer připravuje to, co má další den udělat; je aktivní nejen v práci. Celý život sportovala, v mládí závodně lyžovala (za klub Slávie), hrála tenis. Říká, že měla štěstí dělat práci, která jí bavila; s optimismem „se snaží nemyslet na svůj věk, nebrat ho v úvahu… a je stále ve střehu“.

### Profese
Během studia na VŠUP se Bauerová dostala na praxi do vyhlášeného módního salónu Eva (dříve salon Hany Podolské), kde pracovala tři roky (v letech 1959 – 1962), spolu s návrhářkou Annou Homolkovou a Františkem Vobeckým, uměleckým vedoucím a modelářem (také uznávaným kubistickým malířem). Salón měl sídlo v Jungmannově ulici, kde dílny, zkušebna, ateliér a ostatní provozy zabíraly celé 4. a 5. patro.
Od roku 1962 do roku 1992 pak působila jako samostatná návrhářka v oděvním salónu Styl (dříve Rosenbaum), se sídlem na Národní třídě; provozy zde zabíraly prostor celého domu (čp.17). V roce 1992 došlo k zániku státního podniku Oděvní služba, jehož součástí módní salóny (Eva a Styl) byly.
Oba prvorepublikové salony si zachovaly tradiční luxusní, tzv. vysokou krejčovinu nejen po znárodnění, ale i mnoho let poté. Bauerová tak měla možnost profesně se rozvíjet pod dohledem zkušených odborníků. Tam, kde se herecké hvězdy nejen oblékaly, ale nechávaly si šít šaty i na divadelní představení, mohla Bauerová zároveň uplatnit i svoje vzdělání ze scénické oblasti. V salónu Hany Podolské se oblékaly filmové hvězdy jako např. Nataša Gollová, Adina Mandlová nebo Marie Podvalová, později herečky Jana Štěpánková, Jiřina Jirásková i Jarka Tvrzníková, které si, mimo své civilní oblečení, objednávaly kostýmy také pro divadelní a filmové role.

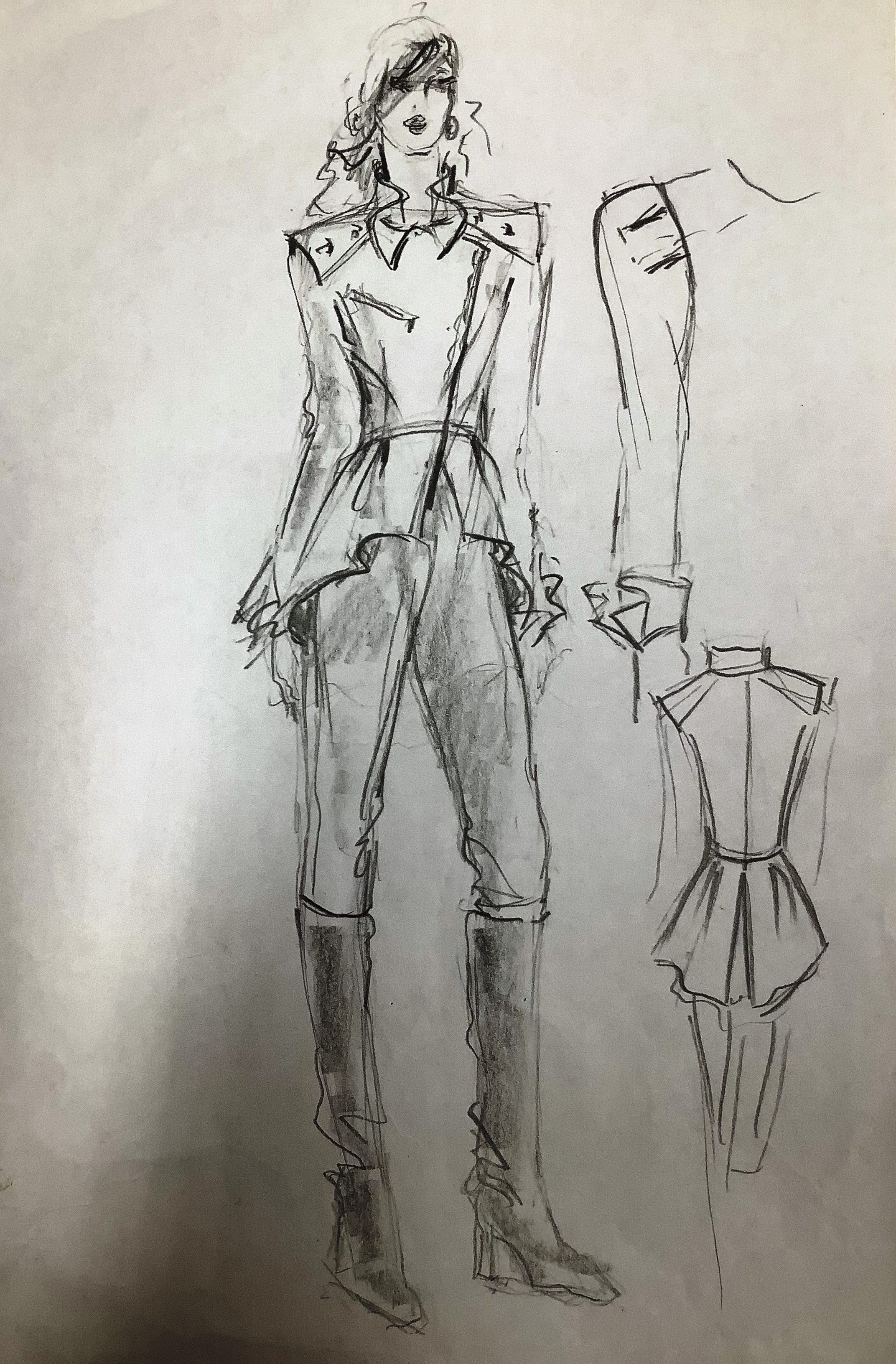
výtvarný návrh – sako

Oděvy, zhotovené podle návrhů Bauerové, oblékaly mimo známých hereček i prominentní osobnosti československé politické i kulturní scény. Pomáhala a radila s vybavením šatníku např. manželkám prezidentů – Martě Gottwaldové či Boženě Novotné, Věře Husákové, i Olze Havlové a dalším. V roce 1965 si v salónu pořídila šaty např. manželka jazzmana Louise Armstronga, v roce 1967 si íránská císařovna Farah Pahlaví (roz. Farah Díba) vybrala modrý plášť z paličkované krajky (byl součástí montrealské kolekce).
Módní salóny (tzn. salon Podolská – Eva, salon Rosenbaum – Styl, salon Bárta – Diplomat, salon Kníže nově Adam) se v té době zaměřovaly na individuální poskytování krejčovských služeb, výhradně na bázi exkluzivity. To znamenalo, že ani Bauerová, ani jiní módní návrháři nedělali větší autorské kolekce, které by byly určeny k běžnému prodeji v kamenných obchodech; k tomu byl určen ÚBOK (Ústav bytové a oděvní kultury), ten byl hlavním inspirátorem průmyslového sektoru (v současnosti se jedná o kolekce pro tzv. prêt-à-porter). Bauerová byla představitelkou tehdejší československé luxusní módy, blízké stylu francouzského haute couture; a to jak z hlediska řemeslného zpracování modelů a použití kvalitních, designově výjimečných materiálů, tak v kreativitě vlastních návrhů. V průběhu realizace zakázky zároveň spolupracovala s ostatními profesemi, např. s techniky z kloboučnických a kožešnických dílen (v Dánsku absolvovala např. školení „na kožešiny“), musela znát i další odborností; podobně jako ostatní její kolegové z té doby (z 50. let), např. Jana Nováková, Inna Arnautová, Helena Wahnerová a Zdeněk Křeček, kteří působili jako návrháři v různých módních institucích tehdejšího Československa.
Bauerová se svým dílem zasloužila o to, že si československé salóny udržely světovou úroveň i po válce. Pravidelně jezdila do Paříže na fashion – weeky, pak získané informace o světových trendech a tendencích předávala dvěma tisícům dalších zaměstnanců Oděvní služby. Sama říká: Rozsah návrhářského oboru je široký; se vznikem nových materiálů a jejich variací či kombinací se starými se neustále mění technologie zpracování, takže musíte vlastně všechno poznávat znovu a znovu. Udělat dobrou věc je velmi náročné. Návrhy Bauerové se řadí mezi sportovně-elegantní anglickou módu. Při tvorbě si dává snad jediné omezení: „s červenou opatrně“.
Od roku 1992 až do roku 2015 pokračovala ve své práci, společně s většinou zaměstnanců dřívějšího salónu Styl, v salónu Yvett Ajchlerové. Následně došlo k několika změnám majitelů salónu (např. Hartl). Od roku 2016 pokračuje v tvorbě (stále ještě s několika původními zaměstnanci) v krejčovském ateliéru Ago d'Oro, pod vedením návrháře a mistra krejčího Pavla Vlasáka (který mj. vyniká také v současném technologickém zpracovávání materiálů). Technologie a inovace zásadním způsobem podporují design a kreativitu, jsou důležitým spojencem v rozvoji řemesla a vývoji materiálů; móda zůstává propojená s další generaci klientů „haute couture“ (kterou dnes ve světě tvoří cca 4000 zákazníků). Noblesa, šarm a výjimečnost tvorby (t.č. v ateliéru Ago d'Oro), bez ohledu na dobu, pečetí vysokou salónní módu a přitom zůstává věrna odkazu elegance první republiky.

### Pedagog
Svou pedagogickou činnost započala Bauerová na VŠUP ve škol. roce 1968/69, nejprve na škole pracovala jako asistentka. Následně, po tříletém studiu, obhájila aspiranturu prací „Volná střihová kompozice“, v roce 1970 se stala vedoucí ateliéru oděvního výtvarnictví. V roce 1972 habilitační prací obhájila docenturu a následně, v roce 1982, byla jmenována profesorkou oděvního designu. Ateliér vedla do roku 1995 a pak zde (do roku 1998) působila externě. Ve funkci jí vystřídala ak. mal. Magda Křesťanová (Janečková) a Helena Krbcová, poté ak. mal. Josef Ťapťuch, bývalý student prof. Bauerové (se světovými zkušenostmi, např. prvního asistenta u P. Cardina). V současnosti ateliér vede MgA. Pavel Ivančic.
Za svého působení na škole vychovala prof. Bauerová mnoho dnes etablovaných návrhářů, nejen Josefa Ťapťucha, také např. Blanku Kyselovou-Matragi, Danielu Flejšarovou (E.daniely), Česlava Jaroše (Domino), Danu Kovaříkovou, Helenu Krbcovou, Michaelu Bakotovou; patří k nim Nina Smetanová, Jarka Procházková, Ivana Šafránková i Alexandra Pavalová (Timoure et Group) a další.
Začínající módní tvůrce učila, že musí především znát řemeslo, jeho prostřednictvím dokonale zvládnout svou profesi – to je nutnost; a velké množství znalostí není omezujícím faktorem, naopak – je inspirací. Prof. Bauerová se stala synonymem české módy období od druhé poloviny 20. století po současnost.

## Dílo

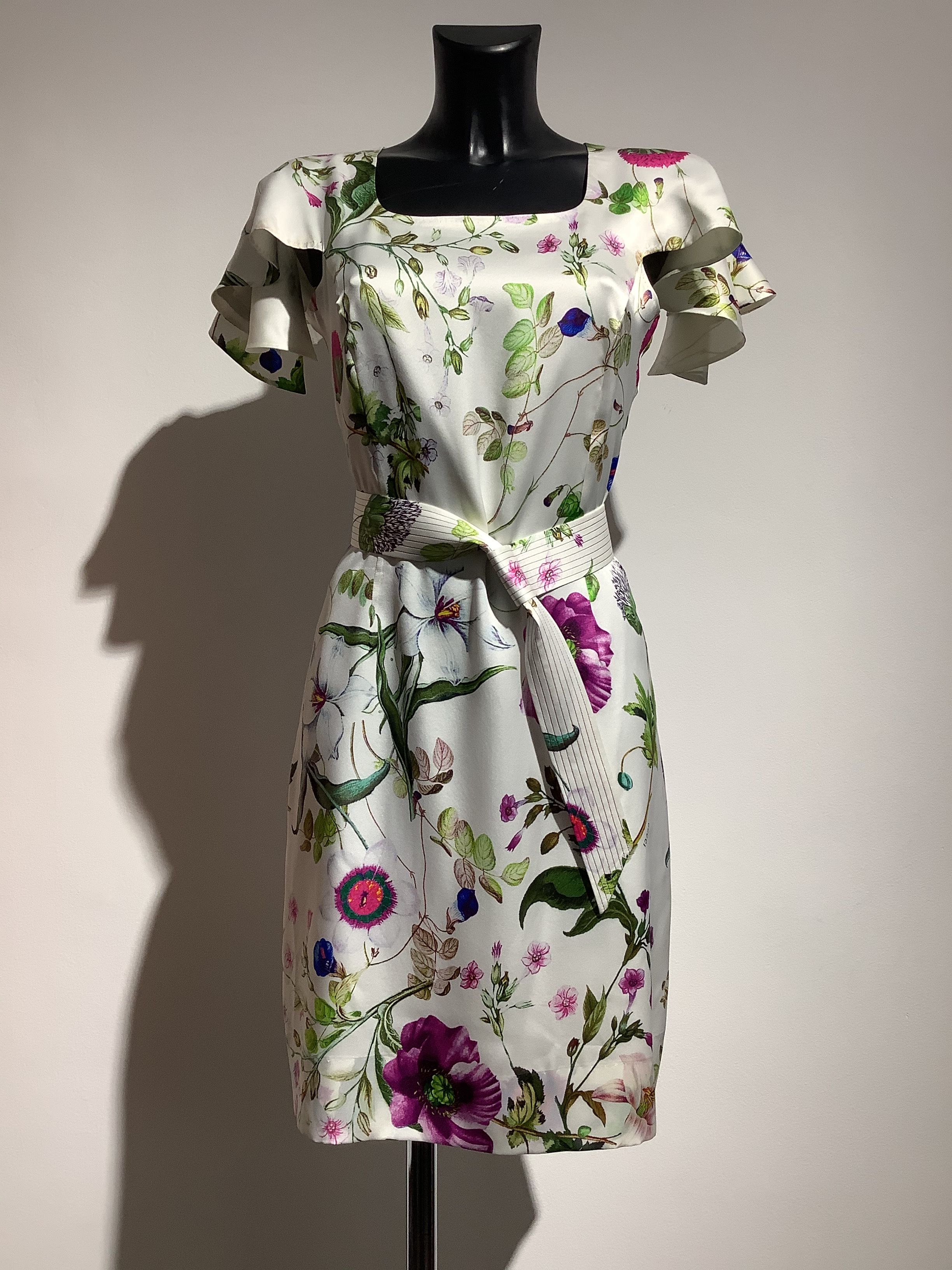
zakázkový model (šaty)

Mimo tvorbu návrhů, vytvářených především pro pravidelné sezónní kolekce, předváděné na interních přehlídkách salónů Oděvní tvorby, spolupracovala Bauerová např. s PZO Centrotex a Jablonex; připravovala modely pro výstavy, s módními kolekcemi reprezentovala v Bruselu (Expo 1958 – kolekce fantazijních oděvů a textilních doplňků, vytvořená pod vedením prof. Ant. Kybala) a v Montrealu (Expo 1967 – kolekce oděvů v kombinaci s paličkovanou krajkou, vytvořená spolu s Evou Fialovou a Marií Vaňkovou).
Prof. Bauerová během své profesní kariéry navrhla více než dva tisíce modelů (dodnes stále navrhuje) a jako pedagog vychovala několik generací českých návrhářů. Podle ní by ideální krejčí či krejčová (návrhář-ka) měli být i dobrými psychology; umět rozpoznat, po čem klient touží a dokázat mu rozmluvit něco, co mu nebude slušet. Zároveň by měl umět navrhnout něco, co klient chce, ale přitom to ještě sám neví.
Její motto: „Touha překonávat Vaše očekávání mě posouvá stále dále.“
Na otázku Co pro Vás znamená móda? odpovídá: „..celej život. Móda ani tak ne, jako odívání, v čemž je velký rozdíl. Móda je něco ohromně přelétavého, co vnímat můžete, nebo také ne. Ale hlavní je ji tavit po svém, směrem k vašemu poslání na určitém místě a v určité době. Našla jsem si svou parketu v neopakovatelnosti, kdy můžu – za ta dlouhá léta, co se módě věnuji – stále nacházet vždy ještě něco nového (k čemuž mne inspiruje třeba i ulice) a dotáhnout to a vyladit do kultivované polohy.“
Podle prof. Bauerové by žena měla přemýšlet o tom, jak chodí oblékaná, v čem se cítí dobře; musí především zůstat ženou. Oblečení má zvýraznit a doplnit její vlastní identitu a originalitu, tzn. nosit to, co sama má za „své“. Současně má její oděv odpovídat svému poslání a být funkční. Sama ráda chodí především v kalhotách – zvykla si na volný, neomezující pohyb (což se sukní bez určitých omezení nelze).

### Film
S filmem se Bauerová setkala několikrát, nejprve v roli manekýnky ve filmu Kolik slov stačí lásce? (1961), spolupracovala s režiséry (např. Jasný, Krejčík), vytvořila návrhy filmových kostýmů např. pro Dýmky (1966), Tělo Diany (1969), Podezření (1972).

## Ocenění
- od roku 1965 je členkou Unie výtvarných umělců
- v roce 1996 obdržela Cenu Masarykovy akademie umění za celoživotní dílo
- v roce 2013 byla na Czech Grand Designu uvedena do Síně slávy[25]

### Zajímavost
Při své práci se setkala také s politikem KSČ Vasilem Bil'akem, pro jehož manželku se v salónu šily modely. „Paní Biľaková byla taková malá, skromná paní. Já jsem vždycky nakreslila obrázky, návrhy, a pan Biľak je odsouhlasil a podepsal, protože on byl také vyučený krejčí....tehdy se říkalo, že by neměl šít saka, že ty moc neovládá,“ vzpomíná Bauerová.
Prof. Bauerová dodnes s jistotou na ulici pozná, kdo má na sobě „zakázku“, tj. na míru ušitý kostým. Současnou módu považuje spíše: za „‚nemódu‘…teď si každý dělá, co chce… může všechno… může, ale nepůsobí to vábně. Móda současnosti odpovídá zrychlené době – rychle udělat a rychle prodat. Chybí nadstavba, l'esprit de temps (duch doby)….a nebo je to právě on?“
Dokládá tím myšlenku, že móda není pouze svébytnou formou, ale citlivým výrazem komplexní společenské situace, odráží její kulturní vyspělost i ekonomické podmínky; móda je výrazem rozvoje společnosti, výrazem svobody, tvůrčí síly a především vztahu k druhým lidem.